# Muskosjärvi
Muskosjärvi är en sjö i Övertorneå kommun i Norrbotten och ingår i Keräsjokis huvudavrinningsområde. Sjön har en area på 0,0872 kvadratkilometer och ligger 73 meter över havet.

## Delavrinningsområde
Muskosjärvi ingår i det delavrinningsområde (735836-184865) som SMHI kallar för Ovan Pallakkajoki. Medelhöjden är 91 meter över havet och ytan är 53,72 kvadratkilometer. Det finns ett avrinningsområde uppströms, och räknas det in blir den ackumulerade arean 72,36 kvadratkilometer. Avrinningsområdets utflöde Keräsjoki (Littiäsjoki) mynnar i havet. Avrinningsområdet består mestadels av skog (67 procent) och sankmarker (29 procent). Avrinningsområdet har 0,09 kvadratkilometer vattenytor vilket ger det en sjöprocent på 0,2 procent.